# Right by My Side
"Right By My Side"là một ca khúc của nữ ca sĩ thu âm người Trinidad-Mỹ Nicki Minaj, trích từ album phòng thu thứ hai của cô, Pink Friday: Roman Reloaded (2012). Ca khúc còn có sự góp giọng của nam ca sĩ nhạc R&B Chris Brown."Right by My Side"được sáng tác bởi Onika Maraj, Andrew Wansel, Warren Felder, Ester Dean, Jameel Roberts, Ronny Colson trong khi việc sản xuất được giao cho Andrew"Pop"Wansel, Oak, JProof và Flip. Vào 20 tháng 3 năm 2012, Minaj phát hành sớm ca khúc này bằng việc đăng một liên kết dẫn đến ca khúc trên trang web chính thức của cô. Vào 27 tháng 3 năm 2012,"Right by My Side"được chính thức chọn làm đĩa đơn thứ hai từ album, và được phát hành trên đài phát thanh Rhythmic và đài Urban của Mỹ.
Ca khúc đã nhận được nhiều ý kiến khác nhau từ các nhà phê bình âm nhạc, trong đó phần hát của Brown gây ra nhiều tranh cãi. Minaj biểu diễn ca khúc lần đầu tiên vào 3 tháng 4 năm 2012 tại 106 & Park.

## Video âm nhạc
Video âm nhạc cho ca khúc được bắt đầu quay vào 28 tháng 4 năm 2012, và sau đó kết thúc vào ngày tiếp theo, 29 tháng 4 năm 2012. Video này được đạo diễn bởi Benny Boom. Khi được hỏi xem video ca nhạc nào của cô mà cô yêu thích nhất, Nicki Minaj đã trả lời:"'Right By My Side', tất nhiên rồi.". Video được phát hành vào 16 tháng 5 năm 2012 vào lúc 6:56 tối (giờ Mỹ) trên BET, FUSE, MTV Jams, MTV Hits, và mtvU. Sau đó video được đăng tải trên VEVO lúc 7:00 tối. Nam ca sĩ nhạc hip hop Nas vào vai người yêu của Minaj trong video. Ca sĩ người Mỹ Chris Brown cũng xuất hiện trong video này. Video hiện tại đã đạt hơn 30 triệu lượt xem.

## Xếp hạng
| Bảng xếp hạng (2012)                 | Vị trí cao nhất |
| ------------------------------------ | --------------- |
| Pháp (SNEP)                          | 122             |
| Anh (Official Charts Company)        | 70              |
| Mỹ Billboard Hot 100                 | 51              |
| Mỹ Hot R&B/Hip-Hop Songs (Billboard) | 24              |

## Lịch sử phát hành
| Quốc gia | Ngày                | Định dạng                        | Hãng đĩa                                    |
| -------- | ------------------- | -------------------------------- | ------------------------------------------- |
| Mỹ       | 27 tháng 3 năm 2012 | Đài phát thanh Rhythmic và Urban | Young Money, Cash Money, Universal Republic |